# Kuta Kumbang
Kuta Kumbang is een bestuurslaag in het regentschap Nagan Raya van de provincie Atjeh, Indonesië. Kuta Kumbang telt 340 inwoners (volkstelling 2010).